# John Curtis (entomologiste)
Pour les articles homonymes, voir Curtis et John Curtis.
John Curtis est un entomologiste et un artiste britannique, né le 3 septembre 1791 à Norwich et mort le 6 octobre 1862 à Londres.

## Éléments biographiques
C’est auprès de son père, Charles, que le jeune John Curtis apprend la gravure. À l’âge de 16 ans, il entre en apprentissage chez un notaire et consacre son temps libre à étudier et à dessiner les insectes. Son intérêt allant croissant, il quitte son travail pour venir à Londres vivre de ses œuvres entomologiques.

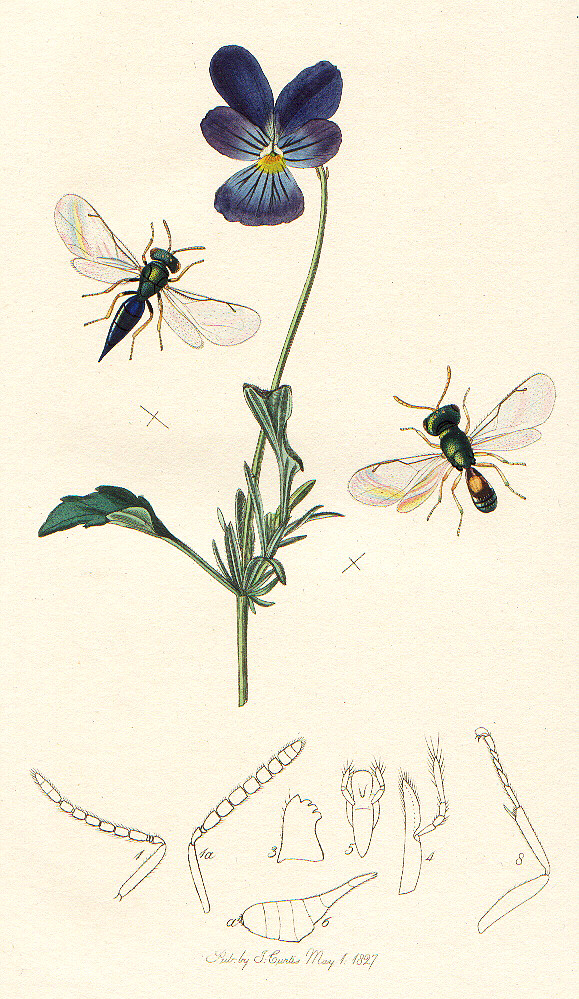
Une planche de British Entomology

Sa plus grande réalisation est sa British Entomology - being illustrations and descriptions of the genera of insects found in Great Britain and Ireland que certains considèrent comme l’un des plus beaux ouvrages sur les insectes du XIXe siècle. Ce livre paraît sous forme de livraison mensuelle et par souscription, de 1824 à 1839, chaque livraison comprenant quatre planches et deux pages de texte. Le total décrira 769 espèces d’insectes.
On attribue souvent à Curtis la deuxième édition d’A guide to the arrangement of British insects being a catalogue of all the named species hitherto discovered in Great Britain and Ireland published qui paraît en 1837. Ce livre, constituant une liste de 1 500 genres et 15 000 espèces des insectes du Royaume-Uni est coécrit par James Charles Dale, Francis Walker  et Alexander Henry Haliday, ces deux derniers ayant réalisé les parties sur les diptères et les hyménoptères parasites.
Curtis est aussi l’auteur de Farm Insects being the natural history and economy of the insects injurious to the field crops of Great Britain and Ireland with suggestions for their destruction en 1860.
Curtis commence, vers la fin de sa vie, à souffrir d’une perte de la vision et deviendra, en 1856, aveugle. Longtemps après sa mort, ses illustrations originales furent acquises par Lionel Walter Rothschild avant d’être léguées au Natural History Museum de Londres.

## Source
- (en) Cet article est partiellement ou en totalité issu de l’article de Wikipédia en anglais intitulé « John Curtis (entomologist) » (voir la liste des auteurs) (version du 24 février 2006).

- Notices d'autorité :   - VIAF
  - ISNI
  - IdRef
  - LCCN
  - GND
  - Italie
  - Japon
  - Belgique
  - Pays-Bas
  - Israël
  - NUKAT
  - Norvège
  - WorldCat
- Ressources relatives aux beaux-arts :   - Bénézit
  - British Museum
  - National Portrait Gallery
  - Te Papa Tongarewa